# Anuga Międzynarodowe Targi Spożywcze

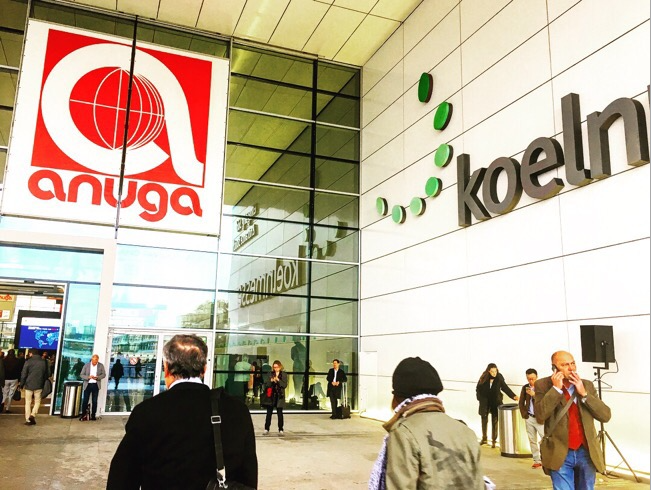
Wejście na targi Anuga

Anuga („Międzynarodowe Targi Spożywcze”) − międzynarodowe targi żywności, odbywające się co dwa lata w Kolonii, podzielone są na dziesięć odrębnych imprez targowych, każde w osobnej kategorii. Odbywają się one w centrum targowym Koelnmesse, w pobliżu centrum miasta.

## Historia
Pierwsze targi „Anuga” odbyły się w roku 1919 w Stuttgarcie jako część narodowej imprezy zorganizowanej przez niemieckich handlarzy żywności. Były relatywnie małą imprezą handlową, która zgromadziła około 200 wystawców, wyłącznie niemieckich. Początkowo targi odbywały się co roku i w różnych miastach: Monachium (1920), Hanower (1921), Berlin (1922) i Magdeburg (1923). 
Pierwsze targi Anuga w Kolonii odbyły się w dniach 17-24 sierpnia 1924 r., przyciągając 340 wystawców i około 40,000 zwiedzających.
Od lat na targach pojawiają się również wystawcy z Polski.

## Daty i statystyki
- W 2013 r. targi „Anuga” przyciągnęły 155,000 zwiedzających i 6,777 wystawców.
- Najbliższe targi odbędą się w dniach 7-11 października 2017 r.